# Nicolaaskathedraal (Pavlovsk)
De Kathedraal van de Heilige Nicolaas ter ere van Paul I (Russisch: Собо́р Никола́я Чудотво́рца в па́мять импера́тора Па́вла I) is een Russisch-orthodox kerkgebouw in Pavlovsk. De in neo-russische stijl gebouwde kerk werd in de jaren 1900-1904 opgericht ter ere van de naamgever van Pavlovsk, Paul I, en behoort tot het decanaat van Tsarskoje Selo in het bisdom Sint-Petersburg. 

## Geschiedenis
De huidige Nicolaaskathedraal verving een houten kerk uit 1841 die werd gebouwd bij de kazerne van het cavalerieregiment. Het betrof een eenvoudig houten kerkgebouw met een zadeldak en daarop een open vierkante klokkentoren met spits. De oude kerk werd gesloopt in 1902 en ter herinnering werd er op de plaats een gietijzeren kruis geplaatst.
Tegen het einde van de 19e eeuw begon de wens te rijpen om een nieuwe kerk voor het garnizoen te bouwen. Met de zegen van Johannes van Kronstadt begon de priester van de kerk geld in te zamelen voor het project. In 1900 werd het ontwerp van Alexander Ivanovitsj von Hohen voor de nieuwe kerk goedgekeurd, nadat grootvorst Constantijn Konstantinovitsj, de toenmalige eigenaar van Pavlovsk, eerder twee ontwerpen van andere architecten had afgewezen omdat ze te eenvoudig waren. Hij had namelijk een luisterrijke kerk voor ogen, een monumentaal gebouw dat getuigde van respect voor de oprichters van Pavlovsk. Het prototype van de nieuwbouw werd de eveneens door architect Alexander Ivanovitsj von Hohen in de jaren 1894-1898 gebouwde (en in 1932 gesloopte) kerk van de Moeder Gods van  "Vreugde van allen die bedroefd zijn" in de nederzetting van de keizerlijke glasfabriek aan de Neva te Sint-Petersburg. 
Na de goedkeuring van het ontwerp stelde de grootvorst onmiddellijk naast de oude kerk een stuk grond van 81 bij 64 meter voor de nieuwbouw ter beschikking. Twee maanden later werd begonnen met de bouw. In aanwezigheid van leden van de keizerlijke familie werd de Nicolaaskerk in 1902 gewijd door Alexander Zjelobovski. De volledige bouw werd in 1904 voltooid.

### Na 1917
Na de revolutie werd de garnizoenskerk een gewone parochiekerk. De eerste poging om de kerk te sluiten was op 7 november 1930, op voorstel van het presidium van de gemeenteraad van Leningrad. De definitieve sluiting van het kerkgebouw vond echter op 20 november 1933 plaats. Het voormalig kerkgebouw, dat vervolgens als werkplaats dienstdeed, werd zwaar beschadigd tijdens de Sovjetperiode. Tijdens de Tweede Wereldoorlog liep het gebouw net als de rest van Pavlovsk zware schade op bij beschietingen. Maar de kerk kreeg dankzij de Duitse bezetter eind 1941 haar oorspronkelijke bestemming terug. Na de terugtrekking van het Duitse leger uit Pavlovsk werd de kerk opnieuw geprofaneerd en in gebruik genomen als werkplaats.
Pas in 1987 begon men de monumentale waarde van de kerk in te zien en werd het een monument van lokaal belang.

### Teruggave
De orthodoxe kerk kreeg in 1991 een kerkgebouw met een volledig verwoest interieur terug. Nog in hetzelfde jaar kreeg de kerk de status van kathedraal. Het lekkende gebouw waarvan de kerkruimte door een lelijke muur werd gedeeld, werd op provisorische wijze weer geschikt gemaakt voor het vieren van de liturgie. Later, in 1995, begon de serieuze restauratie die zo'n 10 jaar zou duren. Het schilddak van de zwaar verwaarloosde kerk met de grote tenttoren en de hoektorentjes werden gerestaureerd, de klokkentoren moest gedeeltelijk worden herbouwd en het gehele interieur moest worden hersteld. Aan de hand van oude foto's werd de iconostase gereconstrueerd. In 1995 werd het gebouw aangemerkt als historisch erfgoed van federaal belang. De grotendeels herstelde Nicolaaskathedraal vierde in 2002 het 100-jarig jubileum.

## Beschrijving
De kathedraal werd gebouwd in neo-russische stijl. De muren zijn opgetrokken van roodbruine baksteen uit Frankrijk en worden onderbroken door witgekleurde friezen, raamomlijstingen en overige decoraties. De lengte van de kerk bedraagt 32 meter, de breedte 19,5 meter en de maximale hoogte 32 meter.
Het centrale deel van het gebouw wordt door een hoge tenttoren bekroond, geflankeerd door vier hoektorentjes. Aan de oostelijke zijde sluit zich een halfronde apsis aan, bekroond met een ui-vormige koepel. Op elke hoek van het gebouw bevindt zich een tenttoren versierd met vergulde tweekoppige adelaars. De klokken werden gemaakt in Sint-Petersburg. De grootste klok weeg 2.7 ton en werd in december 2001 gegoten op de Baltische Scheepswerf.
Sinds 20 november 2011 bevindt zich naast de kerk een bronzen bustemonument van tsaar Nicolaas II.

## Historische afbeeldingen

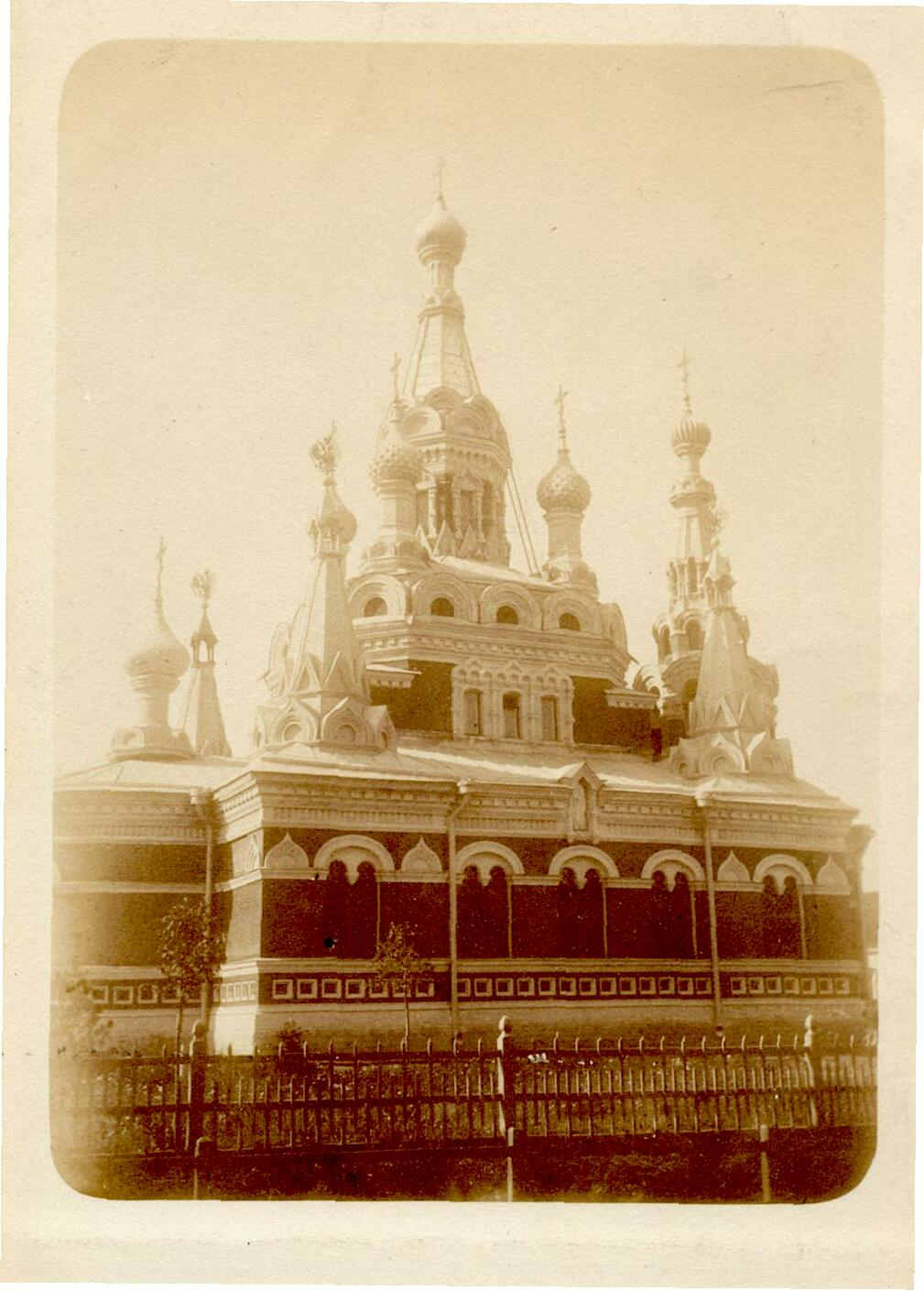
de net voltooide kathedraal
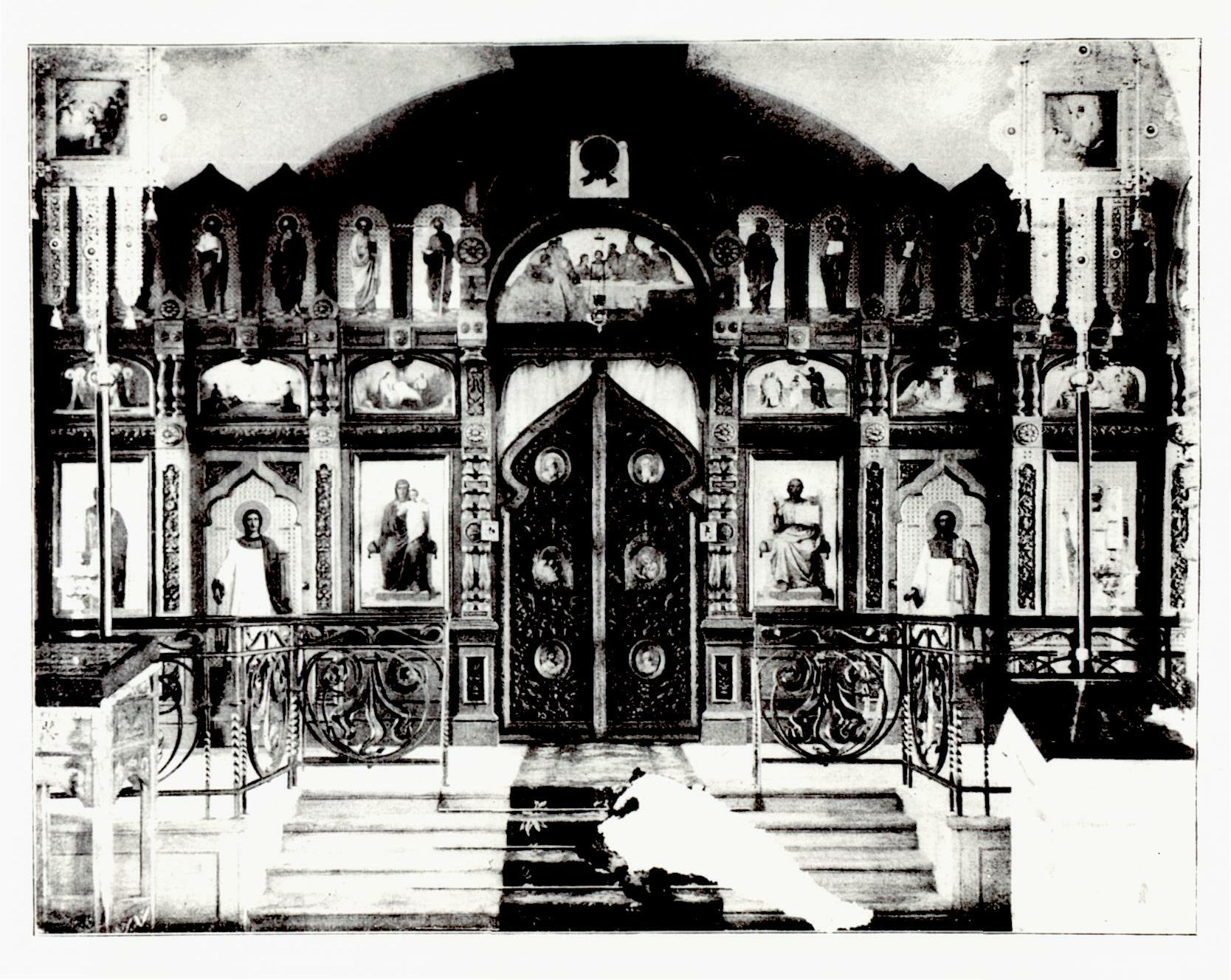
Iconostase
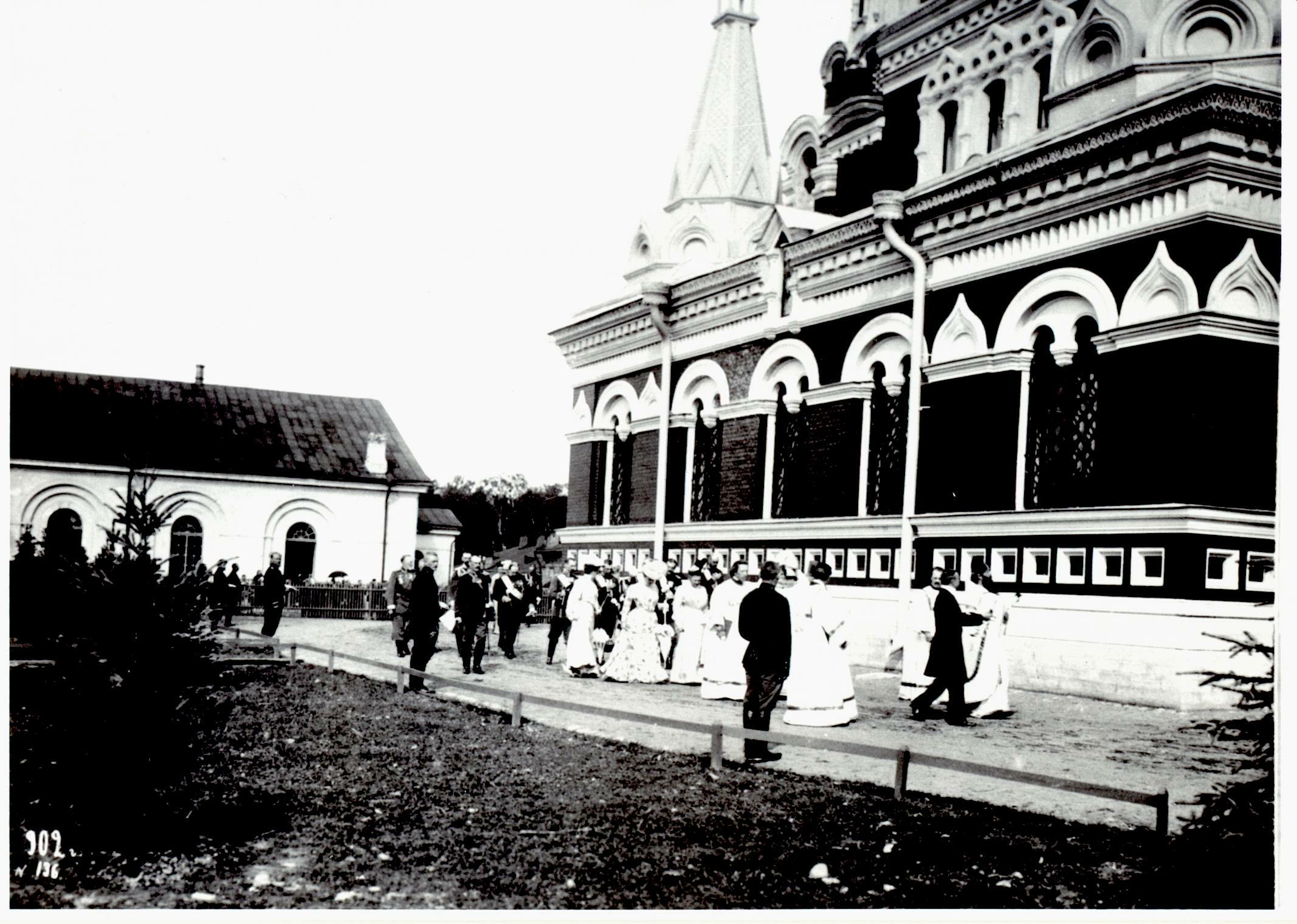
1902